# Motyčky
Motyčky és un poble i municipi d'Eslovàquia que es troba a la regió de Banská Bystrica.

## Història
La primera menció escrita de la vila es remunta al 1754.

## Demografia
| Godina             | 1994 | 2004   | 2014    | 2024   |
| ------------------ | ---- | ------ | ------- | ------ |
| Nombre de persones | 101  | 98     | 110     | 104    |
| Diferència         |      | −2,97% | +12,24% | −5,45% |

| Godina             | 2023 | 2024   |
| ------------------ | ---- | ------ |
| Nombre de persones | 107  | 104    |
| Diferència         |      | −2,80% |